# Parrya fruticulosa
Parrya fruticulosa är en korsblommig växtart som beskrevs av Eduard August von Regel och Johannes Theodor Schmalhausen. Parrya fruticulosa ingår i släktet Parrya och familjen korsblommiga växter. Inga underarter finns listade i Catalogue of Life.